# Daternomina birrarung
Daternomina birrarung là một loài Trichoptera trong họ Ecnomidae. Chúng phân bố ở miền Australasia.